# Melisandre
Melisandre (en llatí Melisander, en grec antic Μελίσανδρος) fou un escriptor grec nadiu de la ciutat de Milet.
Va escriure un relat sobre les mitològiques batalles entre els làpites i els centaures. Claudi Elià el classifica juntament amb els antics poetes Orebanci de Trezen i Dares Frigi, que haurien estat suposadament predecessors d'Homer.